# Bleib bei uns, denn es will Abend werden
Bleib bei uns, denn es will Abend werden (Demeure parmi nous, car le soir approche) (BWV 6), est une cantate religieuse de Jean-Sébastien Bach composée à Leipzig en 1725.

## Histoire et livret
Elle a été écrite à Leipzig pour le Lundi de Pâques et a été jouée pour la première fois le 2 avril 1725. Pour cette destination liturgique, une autre cantate a franchi le seuil de la postérité : la BWV 66. Le choral du troisième mouvement est de Nikolaus Selnecker, celui du dernier mouvement est de Martin Luther. Le texte du premier mouvement est tiré de l'Évangile selon Luc 24:29, passage racontant la rencontre de Jésus avec les disciples sur le chemin d'Emmaüs.

## Structure et instrumentation
La cantate est écrite pour deux hautbois, un hautbois da caccia, deux violons, un alto, un violoncelle piccolo et basse continue (clavecin, orgue) avec quatre voix solistes (soprano, alto, ténor, basse) et un chœur à quatre voix.
Il y a six mouvements :
1. chœur : Bleib bei uns, denn es will Abend werden (mi mineur)
2. aria (alto) : Hochgelobter Gottessohn (mi bémol majeur)
3. choral (soprano) : Ach bleib bei uns, Herr Jesu Christ (si bémol majeur)
4. récitatif (basse) : Es hat die Dunkelheit (sol mineur)
5. aria (ténor) : Jesu, lass uns auf dich sehen (sol mineur)
6. choral : Beweis dein Macht, Herr Jesu Christ (sol mineur)

## Musique

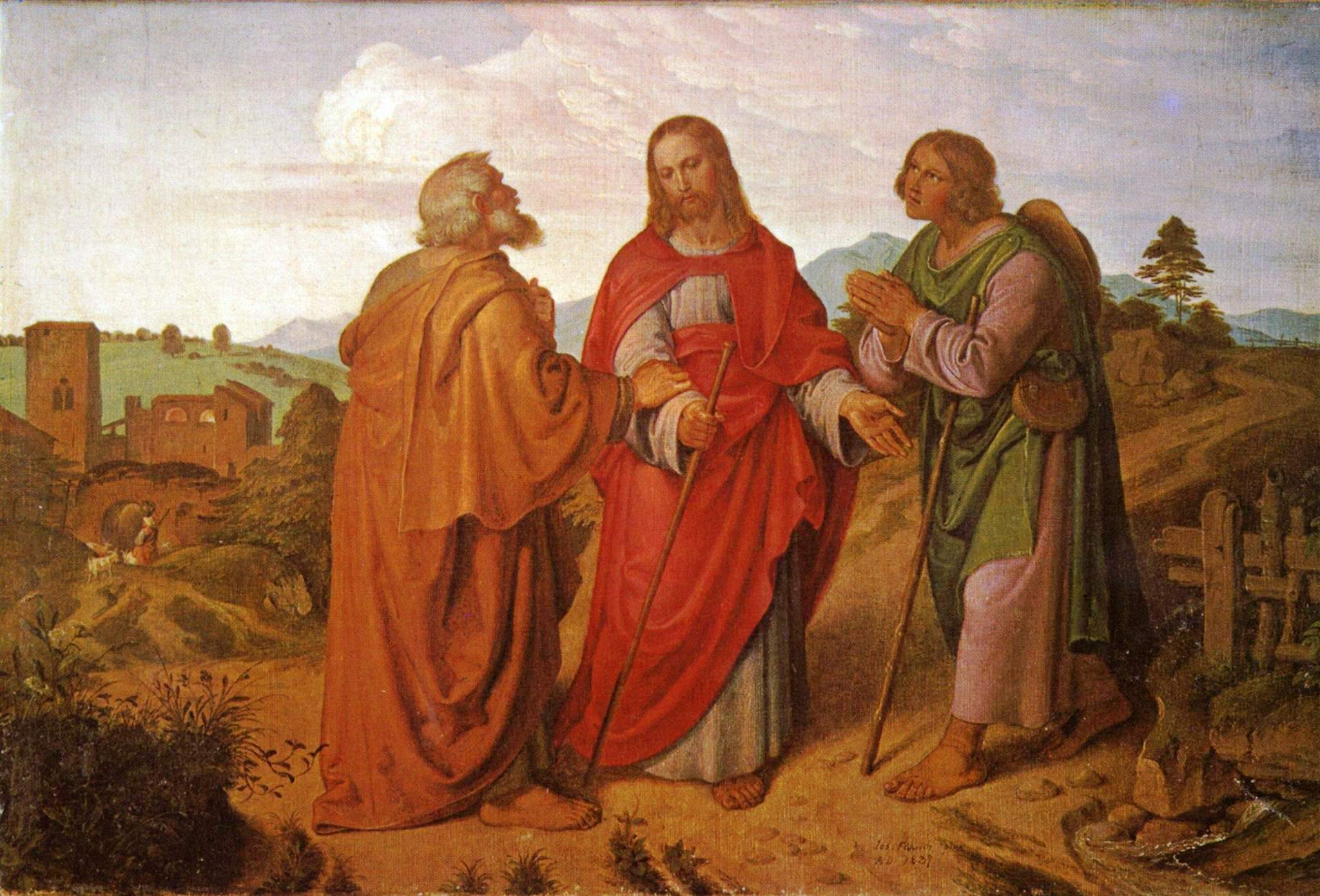
Cléophas et son compagnon invitent Jésus, qu'ils n'ont pas reconnu, à rester avec eux

Dans le chœur d'ouverture, les voix demandent à l'inconnu (dont on saura plus tard qu'il est Jésus ressuscité) de rester car c'est le soir et le jour sera bientôt fini. De longues notes expriment la question et le tempo lent indique que la soirée touche à sa fin. Ce chœur est écrit sous la forme A B A : Après un lent départ suivant une section centrale un peu plus vive, une brève fugue, après laquelle le chœur se termine à la façon du début.
Le hautbois joue un rôle éminent dans l'aria pour alto « Hochgelobter Gottessohn » où il est accompagné par le continuo.
Le choral « Ach bleib bei uns, Herr Jesu Christ » est écrit pour piccolo cello et basso continuo. Bach utilisera plus tard le troisième mouvement comme prélude de choral pour orgue solo dans le choral Schübler (BWV 649).
Dans le récitatif pour basse, « Es hat die Dunkelheit », le contraste entre lumière et obscurité est évident. Le récitatif commence dans l’obscurité (« Dunkelheit ») et se termine dans la lumière « Drum hast du auch den Leuchter umgestoßen ».
L'aria pour ténor « Jesu, laß uns auf dich sehen » est écrite pour violons, alto et basse continue.
Le choral final bref et simple est chanté par le chœur SATB et tout l’orchestre.